# GJ 682 b
GJ 682 b (Глизе 682 б) — суперземля в системе звезды Gliese 682 в созвездии Скорпиона, открытая в 2014 году.

## Характеристики
Планета находится на расстоянии 16 световых лет от Солнца. Масса экзопланеты составляет 4,4 массы земли.
Индекс подобия Земле данной экзопланеты составляет 57 процентов, что делает объект потенциально жизнепригодным. Сама планета, предполагаемо имеет умеренные температуры на поверхности.
Орбитальный период, или, другими словами, год планет составляет 17,478 дней или 0,05 земных лет. К тому времени, когда Земля завершит полный год, планета завершит 20,88 вращения своей звезды. Большая полуось является самой дальней точкой от своей звезды на своей орбите.
Земля движется вокруг Солнца с большой полуосью чуть более 1 а. е. (1.00000011). 1 а. е. — среднее расстояние Земли от Солнца. Планета вращается вокруг своей звезды на более близком расстоянии, чем Меркурий к Солнцу.

## Звёздная система планеты
Звезда GJ 682 красный карлик, одна из ближайших к Солнцу звёзд. Объект находится в переполненной области неба недалеко от Центра Галактики, и поэтому с точки зрения Солнечной системы кажется, что она находится около ряда объектов глубокого неба.